# Implantologia computer assistita
L'implantologia computer assistita (in inglese computer-assisted implantology) è un metodo che consente di pianificare e inserire gli impianti endoossei in modo semplice, prevedibile e con minor invasività per il paziente.
Grazie all'elaborazione dell'immagine ottenuta tramite tomografia computerizzata (spesso con tecnologia CBCT) delle ossa mascellari è possibile progettare virtualmente il tipo, il numero e la sede degli impianti dentali considerando l'anatomia e le strutture nervose e vascolari da proteggere. Con questo metodo l'intervento può avvenire senza l'uso del bisturi (tecnica Flap less), con maggior rispetto per i tessuti e riducendo i tempi.
Tale metodo permette di sfruttare al meglio la disponibilià ossea, anche in caso di spessori ridotti, evitando altri interventi maxillofacciali più impegnativi come il rialzo del seno mascellari o innesti ossei. 
Tale metodica non può essere eseguita nei pazienti con una quantità di osso e di gengiva insufficiente e che quindi necessitano di manovre di rigenerazione dei tessuti duri o dei tessuti molli contestuali all'inserimento degli impianti. Ma grazie al sistema SafeSurgery kit brevettato dal Dott. Roberto Villa di Clinica Odontoiatrica Villa nel 2013, (pubblicato a livello internazionale) è possibile eseguire interventi di implantologia computer-guidata in situazioni di grave atrofia ossea.
Con l'impiego di una guida personalizzata (dima chirurgica) la metodica consente, se vi sono le condizioni, di applicare il giorno stesso dell'intervento la protesi con i denti fissi.
Tuttavia la procedura appare intrinsecamente complessa e richiede notevole formazione da parte degli operatori. Inoltre l'elevato costo rappresenta un limite alla sua diffusione.